# 이슬람 세계

무슬림 지역

이슬람 세계(영어: Islamic world) 또는 무슬림 세계(영어: Muslim world)는 이슬람의 신앙을 실천하는 무슬림이 사회의 중심에서 활동하는 지역을 말한다. 이슬람권, 회교권(回敎圈)이라고 부르기도 한다. 이 지역의 인구는 약 13억 ~ 16억 명으로, 전 세계 인구의 5분의 1에 달한다. 문화적 의미에서 무슬림 공동체를 가리키며, 역사적, 지정학적 의미에서 무슬림 다수 국가, 또는 정치적으로 이슬람이 지배하는 국가를 가리킨다.

## 같이 보기
- 움마(Ummah)
- 무슬림 세계 연맹(영어판)
- 아랍 연맹
- 아랍 세계
- 이슬람 회의 기구